# Megasema suffusa
Megasema suffusa är en fjärilsart som beskrevs av Tutt 1892. Megasema suffusa ingår i släktet Megasema och familjen nattflyn. Inga underarter finns listade i Catalogue of Life.